# Peter Tsai
Peter Tsai (chinês: 蔡秉燚; nascido em 6 de fevereiro de 1952) é um cientista de materiais taiwanês-americano que é mais conhecido por inventar e patentear o filtro de máscara N95. Ele é um especialista na área de "tecido não tecido". Tsai foi professor emérito da Universidade do Tennessee, mas encerrou sua aposentadoria durante a pandemia de COVID-19 para pesquisar a esterilização de máscara N95.

## Biografia
Tsai nasceu em uma família de fazendeiros no distrito de Qingshui de Taichung, Taiwan. Ele estudou engenharia de fibra química no Provincial Taipei Institute of Technology, agora conhecido como National Taipei University of Technology. Em 1981, ele foi para os Estados Unidos estudar na Universidade Estadual do Kansas.
Depois de receber seu diploma em ciência dos materiais, ele se mudou para a Universidade do Tennessee e começou a lecionar e pesquisar. O professor Tsai possui um total de 12 patentes nos Estados Unidos.

### Máscara N95
Em 1992, ele e sua equipe inventaram o filtro de máscara N95. O novo material consiste em cargas positivas e negativas, que são capazes de atrair partículas (como poeira, bactérias e vírus) e bloquear pelo menos 95% delas por polarização antes que as partículas possam passar pela máscara. Essa tecnologia foi patenteada nos EUA em 1995 e logo foi usada para produzir máscaras N95.